# Geert De Kerpel
Geert De Kerpel (1967) is woordvoerder van kardinaal Jozef De Kesel en was hoofdredacteur van het christelijk opinieweekblad Tertio.

## Levensloop
Zijn beide ouders waren onderwijzer. In 1985 begon hij zijn studies godsdienstwetenschappen aan de Katholieke Universiteit Leuven. Hij werd licentiaat godsdienstwetenschappen en baccalaureus in de theologie. Zijn legerdienst volbracht hij als godsdienstleraar aan de Koninklijke Cadettenschool in Laken. Nadien volgde hij nog een opleiding beroepstechnieken gedrukte media aan de Universiteit Gent.
Hij begon te werken als godsdienstleraar aan het Sint-Lodewijkscollege (Lokeren). Van 1993 tot eind 2007 stond hij aan het hoofd van de dienst communicatie van het bisdom Gent en was woordvoerder tijdens het episcopaat van Arthur Luysterman en daarna ook voor Luc Van Looy. In diezelfde periode was hij enkele jaren docent aan de afdeling sociaal werk van de Arteveldehogeschool en redacteur van het bisdomblad Kerkplein en Kerk & Leven. Begin 2008 werd hij woordvoerder van de Senaatsfractie van CD&V tot hij begin 2012 Peter Vande Vyvere opvolgde als hoofdredacteur van Tertio. In september 2017 werd hij woordvoerder van kardinaal Jozef De Kesel.